# Fleetwood Town F.C.
Fleetwood Town F.C. er en engelsk fodboldklub fra Fleetwood, Lancashire. Klubben spiller i League Two.
Klubben blev i sin nuværende form grundlagt i 1997, men klubbens historie går helt tilbage til 1908, hvor klubben hed Fleetwood F.C., men klubben lukkede i 1976 pga. finansielle problemer. I 1977 blev klubben genetableret som Fleetwood Town F.C. med mange af de samme personer i organisationen.
I 1997 blev klubben igen reorganiseret og skiftede navn til Fleetwood Wanderers, men skiftede kort tid efter navn til Fleetwood Freeport F.C. som et resultat af et sponsorat. I 2002 skiftede klubben til tilbage til navnet Fleetwood Town F.C., der også er klubbens nuværende navn.